# 山羊の頭のスープ
『山羊の頭のスープ』(やぎのあたまのスープ、Goats Head Soup)は、ローリング・ストーンズが1973年に発表したオリジナル・アルバム。全英、全米共に第1位を記録。

## 概要
本作は、ボブ・マーリーの成功によるレゲエ・ミュージックの台頭に影響されるかたちでジャマイカで制作され、異国情緒のあるグループの新たな側面を見せた作品である。だが、本作ではレゲエからの影響を感じさせる曲は見当たらず、むしろファンクやニュー・ソウルからの影響が色濃く出ている。サウンド面では、ギターを中心とした未加工で生々しく、ラフでルーズと評された前作『メイン・ストリートのならず者』とは対照的に、本作では鍵盤楽器を中心に、またエフェクトを多用した緻密で混沌とした音造りとなっている。1971年の『スティッキー・フィンガーズ』から3作連続で全英、全米両チャートで1位を記録するヒット作となった。本作からは「悲しみのアンジー」、そして「ドゥー・ドゥー・ドゥー…（ハートブレイカー）」がシングルカットされ、特に前者は全米チャートで1位となる大ヒットを記録した。また1968年以降、ストーンズの全作品のプロデューサーを務めてきたジミー・ミラーが参加した最後の作品でもある。
ジャケット写真は極薄地の布を顔にかぶったミック・ジャガーを写したものであり、撮影とデザインはデヴィッド・ベイリーが担当した。内袋には各曲のクレジットとゲスト・ミュージシャンの写真が印刷された。また題名通りに、大きな釜に入ったスープに野菜と共に浸された山羊の頭の写真も封入されているが、これは動物愛護協会からの抗議を受けた。
本作では「悲しみのアンジー」、「ダンシング・ウィズ・ミスターD」、「シルヴァー・トレイン」の3曲でプロモーションビデオが制作されており、いずれもYouTubeのストーンズ公式チャンネルで試聴可能である。

## 経緯
1972年7月に北米ツアーを終えたバンドは暫しの休暇をとった後、新作の録音のためジャマイカに渡った。そしてキングストンのダイナミック・サウンド・スタジオにて11月25日からレコーディングを開始し、ゲストにはニッキー・ホプキンスやボビー・キーズ、ビリー・プレストンといった常連組を迎えた。本作でのプレストンはそれまでのようにオルガンではなくクラビネットを演奏している。この他、現地のパーカッション奏者のパスカル、リボップが招かれ、本作のサウンド・メイキングに大きく貢献した。またこのセッション中、日本の音楽誌「ミュージック・ライフ」の取材班がストーンズから招待され、作業の様子を取材している。これは翌年に控えていた初の日本公演に向けた宣伝の意味合いもあった。しかし、この日本公演はジャガーが過去の麻薬所持による逮捕を理由に入国を拒否されたことにより、中止となってしまう。尚、発売当時の日本での広告には「本年初頭の来日公演中止の飢えを、ファンはまちがいなくいやされるであろう」と書かれていた。キングストンでの作業は12月21日に僅か1ヶ月足らずで終了したが、20曲以上もの素材が集まった。
翌1973年1月から2月27日までハワイ及びオセアニアツアーを敢行したバンドは、再び長期休暇をとった後5月28日から仕上げのためにロンドンのアイランド・スタジオでオーバーダブとミキシングを行った。途中、アンディ・ジョンズが病気で倒れ、ジミー・ミラーも体調不良のため本作の完成直前に離脱してしまうが、バンドは6月に全ての作業を完了し、本作を無事8月31日に発売した。
発売直後の9月から、バンドはヨーロッパ・ツアーをシュタットハレでのウィーン公演から開始する。同ツアーは同年10月19日のドイッチェラントハレでの西ベルリン公演で終了した。本作からは「スター・スター」「ダンシング・ウィズ・ミスターD」「悲しみのアンジー」などが演奏された。このヨーロッパ・ツアーでは、ミック・テイラーは本編のステージだけでなく、オープニングアクトを務めたビリー・プレストンのステージにも参加している。その時の演奏は、プレストンのライヴ・アルバム『ライヴ・ヨーロピアン・ツアー』に収録された。
尚、本作に収録されなかったアウトテイクのうち、「スルー・ザ・ロンリー・ナイツ」が1974年のシングル「イッツ・オンリー・ロックン・ロール」のB面に、「トップス」および「友を待つ」が1981年のアルバム『刺青の男』に収録された。後者の楽曲はクレジットがなかったことから、後にストーンズを脱退したテイラーから訴訟を起こされている。

## 評価
アメリカでは4週連続の1位に輝き、2000年にはプラチナ・レコードを獲得、これまでに300万枚以上を売り上げている。イギリスでも2週連続1位を記録。
売れ行きは好調だったが、作品としての評価は前作『メイン・ストリート…』までのものと比べ、やや否定的な評価を下されることが多い。ローリングストーン誌のバド・スコッパは「『山羊の頭…』はロマンティックな作品であり、そこには人生を肯定するプラグマティズムが紛れもなく流れている…私にとってこのアルバムは、今後数ヶ月の間に深化し、展開されるこのアルバムは、間違いなく今年最も豊かな音楽体験のひとつになるだろう」としながらも「究極のローリング・ストーンズのアルバムと評価するには、あまりにも二流の曲が多い。内容を無視したタイトルは、グループのパフォーマンスに対する不安感を表現している」と評した。ジャガーはこういった評価の要因について「キースのドラッグ問題も影響してると思う」と語っている。本作リリース前の1973年6月、キース・リチャーズはアニタ・パレンバーグと共に麻薬所持の現行犯で逮捕されており、この時は罰金刑で済んでいるが、その後もリチャーズのドラッグへの沈溺はひどくなる一方で、やがてこれが1977年のカナダでの逮捕劇につながり、ストーンズ最大の危機をもたらすことになる。

## リイシュー
1994年にヴァージン・レコードからリマスター版が、2009年にはポリドールから再リマスター版がリリースされた。2011年には日本限定で、ユニバーサルミュージックグループから再々リマスター版がSACDで発売された。2014年には同一リマスター版がSHM-CD/プラチナSHM-CDで再発売（紙ジャケット仕様）。
2020年、新しいステレオ・ミックスとドルビー・アトモス（サラウンド）ミックスが制作され、未発表音源・ライブ音源を含めたボックスセットが発売された。新ステレオ・ミックスはジョージ・マーティンの息子である音楽プロデューサージャイルズ・マーティンが手がけた。なお、未発表曲の一つでジミー・ペイジが参加した「スカーレット」は、厳密には本作のアウトテイクではなく、1974年10月から11月にかけて録音されたものである。

## 収録曲

### オリジナル（1973年）
※作詞・作曲は全てジャガー/リチャーズ。
- A面

1. ダンシング・ウィズ・ミスターD - Dancing With Mr D 4:53
2. 100年前 - 100 Years Ago 3:59
3. 夢からさめて - Coming Down Again 5:54
  - リチャーズがリードボーカルをとったバラード。リチャーズは「この曲はクスリなしじゃ書けなかっただろう」とコメントしている[18]。
4. ドゥー・ドゥー・ドゥー…（ハートブレイカー） - Doo Doo Doo Doo Doo (Heartbreaker) 3:27 
  - アルバムからの第2弾シングルとしてリリースされ、アメリカで15位にランクイン[5]。
5. 悲しみのアンジー - Angie 4:33

- B面

1. シルヴァー・トレイン - Silver Train 4:27
  - この曲と次の曲のみ、1970年の『スティッキー・フィンガーズ』のセッションで録音され、その後アイランド・スタジオで追加録音されて完成している[4]。
2. お前の愛を隠して - Hide Your Love 4:12
3. ウィンター - Winter 5:31
4. 全てが音楽 - Can You Hear The Music? 5:31
5. スター・スター - Star Star 4:25 
  - 当初のタイトルは「スターファッカー」だったが、アトランティック・レコードの会長アーメット・アーティガンによってタイトルが変えられた。アメリカでは歌詞の一部を別の曲のボーカルをかぶせて聴きとり辛くする処置がされている[6]。これは1994年のリマスターCDで元のバージョンに差し替えられたが、2009年版ではこの検閲バージョンが採用されている（検閲バージョンはこれが初CD化となる）[4]。

### デラックス・エディション・ボーナス・トラック（2020年）
※特記なき限り、作詞・作曲はジャガー/リチャーズ。
- レアリティーズ＆オルタナティヴ・ミックス

1. スカーレット - Scarlet (with Jimmy Page) 3:44
2. オール・ザ・レイジ - All the Rage 4:32
3. クリス・クロス - Criss Cross	(Jagger/Richards/Mick Taylor) 4:11
4. 100年前（ピアノ・ヴァージョン） - 100 Years Ago (Piano Demo) 2:43
5. ダンシング・ウィズ・ミスターD（インストゥルメンタル） - Dancing with Mr D. (instrumental) 3:31
6. ドゥー・ドゥー・ドゥー・・・(ハートブレイカー)　（インストゥルメンタル） - Heartbreaker (instrumental) 3:18
7. お前の愛を隠して（オルタナティヴ・ミックス） - Hide Your Love (alternative mix) 5:18
8. ダンシング・ウィズ・ミスターD （グリン・ジョンズ1973ミックス） - Dancing with Mr D. (Glyn Johns 1973 mix) 4:34
9. ドゥー・ドゥー・ドゥー・・・(ハートブレイカー) （グリン・ジョンズ1973ミックス） - Doo Doo Doo Doo Doo (Heartbreaker) (Glyn Johns 1973 mix) 3:26
10. シルヴァー・トレイン（グリン・ジョンズ1973ミックス） - Silver Train (Glyn Johns 1973 mix) 4:31

―日本盤のみのボーナス・トラック―
1. 100年前（グリン・ジョンズ1973ミックス）） - 100 Years Ago (Glyn Johns 1973 mix)
2. 全てが音楽（グリン・ジョンズ1973ミックス） - Can You Hear The Music?  (Glyn Johns 1973 mix)

- 『ブリュッセル・アフェア – ライヴ1973』フォレスト・ナショナル・アリーナ（1973年10月17日）

1. ブラウン・シュガー - Brown Sugar (Live at Forest National Arena, Brussels, 17/10/73, first show) 3:54
2. ギミー・シェルター - Gimme Shelter (Live at Forest National Arena, Brussels, 17/10/73, second show)	5:31
3. ハッピー - Happy (Live at Forest National Arena, Brussels, 17/10/73, second show)	3:13
4. ダイスをころがせ - Tumbling Dice (Live at Forest National Arena, Brussels, 17/10/73, second show) 5:02
5. スター・スター - Star Star (Live at Forest National Arena, Brussels, 17/10/73, second show) 4:15
6. ダンシング・ウィズ・ミスターD - Dancing with Mr. D. (Live at Forest National Arena, Brussels, 17/10/73, second show)	4:36
7. ドゥー・ドゥー・ドゥー・・・(ハートブレイカー) - Doo Doo Doo Doo Doo (Heartbreaker) (Live at Forest National Arena, Brussels, 17/10/73, second show)	5:01
8. 悲しみのアンジー - Angie (Live at Forest National Arena, Brussels, 17/10/73, second show) 5:13
9. 無情の世界 - You Can't Always Get What You Want (Live at Forest National Arena, Brussels, 17/10/73, second show)	10:57
10. ミッドナイト・ランブラー - Midnight Rambler (Live at Forest National Arena, Brussels, 17/10/73, first show) 12:49
11. ホンキー・トンク・ウィメン - Honky Tonk Women (Live at Forest National Arena, Brussels, 17/10/73, second show) 3:10
12. オール・ダウン・ザ・ライン - All Down the Line (Live at Forest National Arena, Brussels, 17/10/73, second show, guitar solo taken from the first show)4:19
13. リップ・ディス・ジョイント - Rip This Joint (Live at Forest National Arena, Brussels, 17/10/73, second show)	2:24
14. ジャンピン・ジャック・フラッシュ - Jumpin' Jack Flash (Live at Forest National Arena, Brussels, 17/10/73, second show) 3:26
15. ストリート・ファイティング・マン - Street Fighting Man (Live at Forest National Arena, Brussels, 17/10/73, second show) 5:13

## パーソネル
※出典：アルバム記載のクレジットおよび
ローリング・ストーンズ
- ミック・ジャガー - リード＆バッキングボーカル（全曲）、ハーモニカ（#6）、ギター（#6、#8）、ピアノ（#7）
- キース・リチャーズ - ギター（#2、#7を除く）、バッキングボーカル（#1、#3、#4、#6、#9、#10）、ベース（#2、#4、#6、#7）、リードボーカル（#3）
- ミック・テイラー - ギター（#3を除く）、バッキングボーカル（#4、#6）、ベース（#1、#3、#9?）
- ビル・ワイマン - ベース（#5、#8、#9?、#10）
- チャーリー・ワッツ - ドラムス（全曲）

参加ミュージシャン
- ニッキー・ホプキンス - ピアノ（#1‐3、#5、#8、#9）
- ビリー・プレストン - クラビネット（#2、#4）ピアノ&バッキングボーカル（#4）
- イアン・スチュワート - ピアノ（#6、#10）
- ボビー・キーズ - サックス（#3、#4、#7、#10）
- ジム・ホーン - フルート（#9）、サックス（#3、#4）
- チャック・フィンレイ - トランペット（#4）
- パスカル - パーカッション（#1、#3、#9）
- リボップ - パーカッション（#1、#9）
- ジミー・ミラー - バスドラム（#7）、パーカッション（#9）
- ニッキー・ハリスン - ストリングス編曲（#5、#8）
- ジム・プライス - ホーン編曲（#4）

スタッフ
- ジミー・ミラー - プロデューサー
- アンディ・ジョンズ - チーフ・エンジニア、ミキサー
- カールトン・リー、ハワード・キルガー、ダグ・ベネット - アシスタント・エンジニア
- デヴィッド・ベイリー - 写真撮影、スリーヴ・デザイン

## ヒットチャート
| チャート (1973–74年)                              | 最高位 |
| ------------------------------------------------- | ------ |
| オーストラリア (ケント・ミュージック・レポート)   | 1      |
| オーストリア (エードライ・オーストリア・トップ40) | 5      |
| カナダ (RPM)                                      | 1      |
| オランダ (メハカフツ)                             | 1      |
| フランス (全国音楽出版組合 (フランス))            | 1      |
| 日本 (Oricon)                                     | 7      |
| ノルウェー (VG-lista)                             | 1      |
| スペイン (PROMUSICAE)                             | 1      |
| スウェーデン (Sverigetopplistan)                  | 2      |
| UK Albums (Official Charts Company)               | 1      |
| US Billboard 200                                  | 1      |
| 西ドイツ (GfK Entertainment charts)               | 2      |

| チャート (2020年)                      | 最高位 |
| -------------------------------------- | ------ |
| オーストリア (Ö3 Austria)              | 1      |
| ベルギー (Ultratop Flanders)           | 2      |
| ベルギー (Ultratop Wallonia)           | 8      |
| チェコ (ČNS IFPI)                      | 55     |
| オランダ (MegaCharts)                  | 6      |
| フィンランド (Suomen virallinen lista) | 16     |
| ドイツ (Offizielle Top 100)            | 2      |
| ハンガリー (MAHASZ)                    | 22     |
| Irish Albums (OCC)                     | 13     |
| Norwegian Albums (VG-lista)            | 14     |
| ポーランド (ZPAV)                      | 41     |
| ポルトガル (AFP)                       | 7      |
| スコットランド (OCC)                   | 1      |
| スイス (Schweizer Hitparade)           | 3      |
| UK アルバムズ (OCC)                    | 1      |
| US Billboard 200                       | 19     |

| チャート (1973年)                  | 順位 |
| ---------------------------------- | ---- |
| オーストラリア (Kent Music Report) | 17   |
| オランダ (MegaCharts)              | 12   |
| フランス (SNEP)                    | 13   |

| チャート (1974年)                  | 最高位 |
| ---------------------------------- | ------ |
| オーストラリア (Kent Music Report) | 17     |
| US Billboard Top LPs & Tape        | 84     |

## ゴールドディスク
| 国/地域                                             | 認定        | 認定/売上数 |
| --------------------------------------------------- | ----------- | ----------- |
| デンマーク (IFPI Danmark)                           | Platinum    | 80,000^     |
| フランス (SNEP)                                     | Gold        | 100,000*    |
| ドイツ (BVMI)                                       | Gold        | 250,000^    |
| オランダ (NVPI)                                     | Gold        | 50,000^     |
| スウェーデン (GLF)                                  | Gold        | 50,000^     |
| イギリス (BPI)                                      | Gold        | 100,000^    |
| アメリカ合衆国 (RIAA)                               | 3× Platinum | 3,000,000^  |
| * 認定のみに基づく売上数 ^ 認定のみに基づく出荷枚数 |             |             |